# あるぜんちな丸級貨客船
あるぜんちな丸級貨客船とは、かつて大阪商船が運航した貨客船のクラスの一つで、優秀船舶建造助成施設の適用を受けて1938年（昭和13年）から1939年（昭和14年）にかけて三菱長崎造船所で建造された。「あるぜんちな丸（初代）」および「ぶら志゛る丸」の2隻からなっていた。
第二次世界大戦勃発前後に竣工し、建造の背景などから「国策豪華船」などとうたわれて華やかに南米航路に就航したが、戦乱が世界を覆い尽くしつつある時期ゆえに予定通りの活躍はできなかった。また、日本海軍の後ろ盾により、有事の際には航空母艦として改装できるよう設計段階で手が加えられており、平時の貨客船としての性能と軍艦に改装された際の性能が入り混じった貨客船のクラスの一つでもあった。大阪商船出身の海事史家である野間恒は、あるぜんちな丸級貨客船について「多くの相反する性質の要請や機能を大胆、巧妙に調和させて、コンパクトに纏めあげた貨客船」とし、「これはあたかも戦艦大和の商船版ともいっても過言ではない」と表現している。
本項では建造の背景や技術的な面などについて説明し、個々の船については単独項目として作成されている「あるぜんちな丸」および「ぶら志゛る丸」を参照されたい。

## 建造までの背景
1916年（大正5年）12月に「笠戸丸」（6,000トン）をもって開始した大阪商船の西回り南米航路は、幾度かにわたる船質の更新や寄港地調整などを経て1930年（昭和5年）末の時点では年間11航海を数えるにいたった。1931年（昭和6年）に、当時競合路線を持っていた日本郵船との間に協定を結び、西回り南米航路から日本郵船が撤退することとなり、それ以降は大阪商船の独占経営となったあと、ブラジルの移民制限策などがあった一方で、貨物の取扱量が増加するにいたった。一方、国内の状況に目を転じてみれば、日本の海運業界は世界的な経済不況の影響で暗黒期の真っ最中であり、大量の中古船が係船されている有様であった。日本海軍の間接的な後ろ盾もあって始まった1932年（昭和7年）からの三次にわたる船舶改善助成施設によって、日本の海運業界はとりあえず新型の優秀船をそろえることができた。続いて対外航権の拡張と国防的見地から優秀船舶建造助成施設が計画され、1937年（昭和12年）度から実施されることとなった。
優秀船舶建造助成施設において逓信省は、貨客船と貨物船合わせて30万総トンの建造を助成する計画であったが、そのうち貨客船については12隻15万総トンを建造することとされ、日本郵船が7隻、大阪商船が5隻という内訳となった。当該貨客船はいずれも命令航路に就航予定の船であり、従来就航していた貨客船のいくつかは代替の時期に差し掛かっていたか、助成資格を喪失していたものの就航を続けていたかのいずれかであった。日本郵船の置き換え計画は具体的な記録が残っているが、大阪商船のそれについては、野間によれば「一九三六年末」に「一万二七〇〇トン、最高速力一六ノットの貨客船」が計画され、さらに野間の推測では、その新型貨客船は「在来船よりも船客定員の少ない貨物主体の貨客船で、後の報国丸型のような船ではなかったろうか」としている。しかし、当初計画していた要目では助成施設の適用外となる可能性があったのか、日本海軍からの要求を受け入れて要目が修正されたが、その詳細に関してはあまり「記録が残っていない」。このような経緯を経て南米航路向け貨客船として建造されたのが、あるぜんちな丸級貨客船であった。

## 一覧
| 船名           | 起工           | 進水          | 竣工           | 出典   |
| -------------- | -------------- | ------------- | -------------- | ------ |
| あるぜんちな丸 | 1938年2月5日   | 1938年12月9日 | 1939年5月31日  | [ 12 ] |
| ぶら志゛る丸   | 1938年10月31日 | 1939年8月2日  | 1939年12月23日 | [ 12 ] |

## 特徴
あるぜんちな丸級貨客船の基本設計は、大阪商船工務部長の和辻春樹（1891-1952）を中心とする設計チームによる。

### 船体
船体の随所に丸みを持たせ、上部構造物には流線形を取り入れて、「従来の船に一新紀元を画した」と評された。特に煙突上部の丸みは大型船では世界最初のものとされ、ファッション・プレート部に傾斜の大きい形状の船首の採用も、日本の遠洋航路用商船では最初のことであった。水線下の形状は三菱長崎造船所の設計と研究によるもので、プロペラと舵の形状にも流線形を採用して推進効率への配慮が払われることとなった。内部構造に関しては、和辻は1934年（昭和9年）建造の台湾航路用貨客船「高千穂丸」（8,135トン）以来採用していたノーキャンバーをここでも取り入れ、後述の、これも「高千穂丸」以来となる日本趣味的な装飾を施しやすくした。
単純に船体の大きさや総トン数だけを見ても、大阪商船と後身の商船三井、商船三井客船を通じて、あるぜんちな丸級貨客船を上回る大きさの貨客船は購入船の「新さくら丸」（13,082トン）まで現れず、自社建造船となれば1989年（平成元年）の「ふじ丸」（23,235トン）の竣工まで待たなければならなかった。太平洋戦争までの大阪商船の就航船中ではもちろん最大であったが、「地元」である関西地区には、あるぜんちな丸級貨客船を収容できるほどの大きさのドックが存在しなかった。大阪商船はあるぜんちな丸級貨客船の建造を決定したあと、取引がなかった播磨造船所に対して、あるぜんちな丸級貨客船が十分に収容できるほどのドックを造るよう要求し、こうして完成したのが播磨造船所相生工場（現・IHI 相生事業所）の第二船渠であった。もっとも、あるぜんちな丸貨客船が、捕鯨母船「第二日新丸」（大洋捕鯨、17,583トン）をも収容したこのドックを利用したかどうかは定かではない。

### 船内設備と装飾
各甲板の構成は、大まかには以下のとおりであった。
- 船橋甲板：操舵室、海図室、船長室、（煙突）甲板士官室、無線電信員室
- 端艇甲板：一等船室（1人室9室）、酒場、カード室、浴室、トイレ、ダンシングホール、プール
- 遊歩甲板：一等船客公室、社交室、読書室、ファンシーショップ
- 遮浪甲板：一等船室各種[注釈 1]、案内所、診療室、理容室、美容室、暗室
- 上甲板：三等読書室、調肉室、洋式料理場、製麺室、機関士居室、船医居室
- 第二甲板：料理人室、給仕人室、三等客室、雑居室兼貨物スペース
- 第三甲板：給仕人室、倉庫

あるぜんちな丸級貨客船の主目的は移民の輸送であるが、外国人観光客をも主要船客として取り込むべく船客サービスの研究に余念のなかった大阪商船は、同時期の諸外国の豪華船にスタッフを乗り組ませて実習と研究を重ねた。またキャビンボーイには美少年を選りすぐって採用し、船上行事の充実にも努めた。船上行事の中には「プールに魚を入れての魚釣り大会」というのもあった。
船内装飾は、おりからの日中戦争により諸物資の調達が困難になる中で、「「できるだけ日本の工芸技術水準の高いことを、船一隻造ることによって、世界から認めてもらいたい」との気迫」と、「わが国の力を認識しない外国人に示そう」という努力のもとに、羊毛の民間使用の禁止などの障害を乗り越えて設計が進められた。時節柄必要な資材は概ね日本産でまかなわれ、苦労して確保した資材を松田軍平や中村順平、村野藤吾といった当代一の設計家が和辻のノーキャンバー構造に合わせた日本趣味的な装飾に仕立て上げ、「国策豪華船」の名に恥じないレベルの装飾となった。
華やかな装飾とは対照的な非常用設備なども、中短波無線電話や日本産の救命ボート、新式火災報知機、強力なデリックが備え付けられていた。

### 機関
主機関はディーゼル機関であるが、あるぜんちな丸級貨客船に用いられたのは、三菱長崎造船所製作のMS式ディーゼル機関の中でも11気筒型のもので、当時の日本のディーゼル機関の中で最大の8,250馬力を誇り、これが2基装備された。気筒数11のディーゼル機関は世界的観点から見ても、当時としては前例の少ないもので、従前のディーゼル機関と比べて全長が長いものであった。「全長が長い」ことからくるデメリットとして振動があり、実際に陸上における試運転の際にX字型に激しく横振動を起こした。1基あたり200トンもするこの機関の振動防止策について三菱長崎造船所で検討された結果、かねてから三菱長崎造船所で開発されていた振動抑制装置を設置することとなった。バネの代わりに空気圧を利用したこの抑制装置を装着して、ようやく振動を抑えることができた。振動抑制装置以外にも、台板部と取付け部の構造を強化した上でクランクシャフトの配置方法についても慎重に設計され、船客スペースに影響が出ないよう配慮されていた。

## 和辻春樹の苦悩
和辻が大阪商船在籍時に設計を手掛けた船は70隻を超えるが、あるぜんちな丸級貨客船の2隻は「最も大きく、最も高価な、そして、最も苦心した船」であった。その和辻は「あるぜんちな丸」竣工後の昭和14年11月12日に開かれた造船協会の講演会で、次のように述べている。
遠回しの表現ながら和辻は、日本海軍の要求をのんだ結果、不経済な貨客船ができあがったことを述べている。そもそも、前述の移民制限による移民数の減少と貨物取扱量の増加を考慮すれば、船客定員は300名程度で報国丸級貨客船よりもなおキャパシティーを少なくしても差し支えはなかった。そこに日本海軍からの三条件、「21ノットの速力」、「船客定員約1,000名」および「長さ10メートルのハッチ」を取り入れ、さらに貨物用スペースの削減とレイアウトの大幅な変更、一等スペースの充実がなされた結果復元性に不足が生じたため、船底に400トン相当のバラストを搭載して、さらに貨物スペースが削減されるという悪循環が生じてしまった。三条件の一つであった「21ノットの速力」にしても、空母に改装する段になって速力が不足であることが判明して、タービン機関に換装されている。
優秀船舶建造助成施設の適用を受けるということは、すなわち日本海軍の要請採用の義務化をも意味しており、事実上の軍備拡充政策でもあった。それでも助成施設の内容は魅力的であり、あるぜんちな丸級貨客船の場合は「あるぜんちな丸」の場合では契約船価930万円、追加工事費61万円、艤装品費20万円などの総計船価1013万円のうち、317万円の助成金が支給されて負担は3分の2に減少した。それでも採算が取れないとみられており、和辻もこの点から建造には反対をしていたものの、大阪商船が5割増しの運賃で採算が取れるようにつじつま合わせを行って建造を決定するという一幕もあった。先に記した和辻の講演は、あい続く無理難題が山積したがゆえのフラストレーションの、一つの帰結ともいえよう。
それでも、日本海軍からの要求に起因する不条理が公然とまかり通った事情があったとはいえ、あるぜんちな丸級貨客船は和辻以下の設計陣が「心血を注いで仕あげた名船」でもあり、船舶研究家ローレンス・ダンをして「どのように定義づければ良いか難しいが、当時では著しく進歩したデザインで日本的なタッチが滲みでている」と言わしめるほどの存在であって、大阪商船のフラッグシップであったことには間違いない。

## 就航
冒頭に記したように個々の船についての説明は本項では割愛するが、太平洋戦争によって「あるぜんちな丸」は空母「海鷹」となり、「ぶら志゛る丸」は雷撃により沈没。かくして「大阪商船が社運を賭けて建造した」両船は姿を消していった。「あるぜんちな丸」の生涯は3年6か月、「ぶら志゛る丸」のそれは2年5か月であった。「「佳人薄命」という言葉は、まるでこの姉妹船のために造られたとしか思えぬような、両船の運命である。」、あるぜんちな丸級貨客船の生涯を野間はこのように評している。
なお、あるぜんちな丸級貨客船は、三菱長崎造船所で建造された大阪商船の船舶中、事実上最後のクラスでもある。野間によれば、「三菱長崎造船所との関係が微妙になり」とのことであるが、「関係が微妙」になった具体的な理由については不明である。代わって、第二次世界大戦後は三菱神戸造船所との関係が深くなる。